# Dałachaj (rejon tunkiński)
Dałachaj (ros. Далахай) – wieś (ułus) w Rosji, w Buriacji, w rejonie tunkińskim. W 2010 liczyła 543 mieszkańców.